# Amade Antal (író)
Várkonyi és bősi gróf Amade Antal Ignác (Bős, Pozsony vármegye, 1760. november 25. – Marcaltő, Veszprém vármegye, 1835. január 1.) magyar író, császári és királyi kamarás, Zala vármegye főispánja. (Nem azonos báró Amade Antal költővel és Amadé Antal íróval.)

## Élete
Régi magyar nemesi család sarja, eredetüket a Guthkeled nemzetségig vezetik vissza. Édesapja, gróf Amade Tádé (1724-1807), királyi tanácsos, aki Mária Terézia úrbérrendezés korában 5092 úrbéri holddal rendelkezett, édesanyja bedeghi és berencsi gróf Nyáry Mária Angélika (1734–†?) volt. Apai nagyszülei gróf Amadé Péter (fl. 1699–1727), és derghi Somogyi Erzsébet voltak. Anyai nagyszülei bedenghi és berencsi gróf Nyáry József (1709–1773) és Maria Franziska Weltzl von Starnfeld (†1760) voltak. Amadé Antal grófot az "Antonius de Padua Ignacius de Loyola" név alatt keresztelték meg; keresztszülei derghi Somogyi József és felesége bodorfalvi Baranyay Anna asszony voltak.
Amade Antal gróf először császári és királyi kamarás és valódi belső titkos tanácsos volt. Később a Hétszemélyes Tábla ülnöke, Zágráb főispánja, végül királyi főajtónálló lett. Amikor  I. Ferenc magyar király általános nemesi felkelést hirdetett az osztrák területére betörő francia hadak ellen, Zala megye 1797. április 12.-ei közgyűlése az örökletes főispán, Althan Mihály János gróf elnökletével megtagadta a királyi rendelet végrehajtását, és merész hangú feliratban figyelmeztette az uralkodót, hogy a törvények értelmében csak az országgyűlés rendelheti el a nemesi felkelést. Spissich Jánost Zala megye alispánját az uralkodó ezután leváltotta, majd 1797. július 25.-én kelt leiratában pedig az ellenszegülőket pártoló főispánt is felmentette hivatali teendői alól. Ekkor medgyesi Somogyi János udvari tanácsost nevezte ki zalai főispáni helytartónak. Somogyi János 1797. július 25.-e és 1808. február 15.-e között töltötte be a hivatalt. Lovászi és szentmargitai Sümeghy József (1757-1832) zalai alispán, királyi tanácsos által vezetett zalai aulikusok táborának köszönhetően 1808. január 29. és 1824 július 19. között gróf Amadé Antal gróf lett Zala megye főispáni helyettes. Sümeghy Józseffel közel három  évtizeden keresztül közreműködött Amadé gróf és a zalai belső politikában próbáltak befolyást gyakorolni a magyar király javára a liberális érzelműek ellen. Amadé 1824. március 19.-étől egészen haláláig, 1835. január 1.-jéig Zala vármegye főispánja volt. Az egyik legnagyobb helyi ellenfele Zalában a liberális mezőszegedi Szegedy Ferenc (1786-1848), akit 1815-ben választottak meg zalai első alispánná, ezzel Sümeghy Józsefet megbuktatván hivatalából.
Az 1819-es tisztújításon Amadé gróf és Sümeghy József szerettek volna egy gyengébb zalai első alispánt választatni, és ezt a jelöltet nedeczei Nedeczky Ferenc személyében vélték feltalálni. A végeredmény az volt, hogy Szegedy Ferenc jelöltjét, hertelendi és vindornyalaki Hertelendy Györgyöt választották meg. Az 1820-as években a liberális érzelmű mozgalom kezdett erőre kapni és ekkor a Hertelendy-párti "ifjúság szemei felnyílának, tüzet kapott, és Amadéval addig gorombáskodtak, míg el nem hagyta a megyét" és elköltözött a Veszprém vármegyei marcaltői földbirtokára; helyette gróf Batthyány Imre grófot 1824. március 19.-én Zala vármegye adminisztrátorává nevezte ki az uralkodó. Amadé Antal gróf és Sümeghy József bukásával a zalai "loyalisták" vezér nélkül maradtak, és a vármegye 1823-as ellenzéki fellépése döntő, megsemmisítő csapást mért a helyi kormánypártra: Zalában az ellenzék került hatalomra.
Amadé Antal grófot kitüntették az aranysarkantyús renddel, illetve a Szent István-renddel. Nevéhez fűződik a Marcal folyó szabályozása. Marcaltő temetőjében nyugszik. Több latin nyelvű munkája jelent meg.

## Házassága és gyermekei
Amade Antal 1784. január 11-én feleségül vette galánthai gróf Esterházy Anna Mária Terézia (1745-1830) kisasszonyt, gróf Esterházy Miklós (1711-1762) koronaőr és Maria Anna Lubomirska (1722-1771) hercegnő lányát. Házasságukból született:
- várkonyi és bősi Amade Ferenc Szerafin (1783-1823). Felesége, gróf Jozefa von Payersberg (1789–1859)
- várkonyi és bősi Amade Antónia (1795-1861), gróf Franz Taaffe of Carlingfort (1789-1849) felesége.

## Művei
1. Dictio ad SS. et OO. Incliti Cottus Nitriensis A. 1790 die 2. Martii congregatos. Jaurini 1790. és Neosolii, 1790
2. Dictio extemporanea, qua comitem Nicol. Forgách de Ghymes et Gács… cottus Nitrien. supr. comitem salutavit. Jaurini, 1790
3. Sermo ad… Jos. Christ. Fengler… Eppum Jauriniensem… dicta die 7. Jun. 1791.
4. Egy magyarnak hazafi társaihoz intézett beszéde. Bécs, 1809